# ダニエル・オジョ＝コヴァルスキ
ダニエル・オジョ＝コヴァルスキ（Daniel Hoyo-Kowalski 、2003年7月12日 - ）は、スペイン・バルセロナ出身のプロサッカー選手。エクストラクラサ・ヴィスワ・クラクフ所属。ポジションは、ディフェンダー。

## 代表歴
スペイン人の父とポーランド人の母との間にスペインで生まれたが、2010年に両親が離婚した後は、母と一緒にポーランドに移った。